# Remedello
Remedello là một đô thị thuộc tỉnh Brescia trong vùng Lombardia ở Ý. Đô thị này có diện tích 21 km², dân số 2996 người.
Đô thị này giáp với các đô thị sau: Acquafredda, Asola, Casalmoro, Fiesse, Gambara, Isorella, Visano.